# Huangjiao Dao
Huangjiao Dao (kinesiska: 黄礁岛) är en ö i Kina. Den ligger i provinsen Zhejiang, i den östra delen av landet, omkring 240 kilometer sydost om provinshuvudstaden Hangzhou. Arean är 2,7 kvadratkilometer. Den sträcker sig 3,1 kilometer i nord-sydlig riktning, och 3,0 kilometer i öst-västlig riktning.
Genomsnittlig årsnederbörd är 2 153 millimeter. Den regnigaste månaden är juni, med i genomsnitt 331 mm nederbörd, och den torraste är januari, med 72 mm nederbörd.